# Ermengarda d'Anjou (duquessa de Bretanya)
Ermengarda d'Anjou (Angers, 1067 - 1 de juny de 1146) fou una dama francesa, filla de Folc IV el Tauró, comte d'Anjou, i duquessa consort d'Aquitània (1087-1090) i de Bretanya (1096-1101).

## Biografia
Ermengarda fou princesa d'Anjou, duquessa de Bretanya i protectora de l'abadia de Fontevrault. Nascuda a Angers el 1067 o 1068 del matrimoni de Folc IV d'Anjou el Tauró i d'Hidelgarda de Beaugency, va perdre a la seva mare sent força jove; va rebre una educació molt polida i es mostra pietosa i preocupada per la reforma religiosa, en particular per lluitar contra l'apropiació de béns de l'església pels laics.
Folc IV va concedir la seva filla al jove comte de Poitiers, Guillem VII de Poitou o Guillem IX d'Aquitània el Trobador, amb qui es va casar el 1089. El príncep dels trobadors, dels quals es coneix l'atracció per a les dolces companyies femenines i les temptacions volubles, no va suportar la seva ràbia i el seu agror i la va repudiar (1093) per casar-se amb Felipa de Tolosa. Aquest matrimoni només és mencionat per Guillem de Tir, i al no ser citat per cap altre autor contemporani, és posat en dubte; a més aquests dos pretesos esposos eren cosins germans, ja que la mare de Guillem era Hildegarda de Borgonya, una germanastra uterina de Folc IV el Tauró.
Ermengarda va tornar, humiliada i esquerpa, a l'Anjou. El seu pare intenta recol·locar-la ràpidament i es va casar el 1093 amb Alan IV de Bretanya, duc de Bretanya i comte de Cornualla i Rennes (i més tard també de Nantes). Després d'alguns decennis de vida comuna, va reclamar l'anul·lació del casament i el va abandonar-lo per anar a viure a Fontevrault, abadia fundada per Robert d'Arbrissel i Bertrada de Montfort. Perfectament lliure de desplaçar-se, es va unir a l'abadia i s'hi va instal·lar. Però els bisbes es neguen a prendre en consideració les seves paraules, i Robert d'Abrissel la va haver de tornar al seu marit, el duc de Bretanya i comte de Nantes.
Finalment vídua (1119), s'afanya d'anar a testimoniar en el concili Reims el 1119 en contra del seu primer espòs. L'acusa en públic de bigàmia i descriu la seva vida lasciva. No va aconseguir però el suport del concili.
Dona de caràcter difícil, Ermengarda va saber oposar-se constantment i afirmar la seva autoritat. No deixa tanmateix als historiadors, que no coneixen més que algunes sobralles tènues de la seva vida, la imatge d'una bona mare i d'una dona madura de gran valentia com era propi en aquestes dures èpoques. Tanmateix, treballada per la historiografia religiosa, preocupada per expurgar els fets massa destacats, les actituds massa definides, la imatge de la princesa Ermengarda, portada al pinacle pels cronistes per a la seva participació i la seva presència a Fontevrault, s'aureola d'una tecla de santedat. Declarada benaventurada per l'Església Catòlica, és celebrada l'1 de juny.
El seu pare la va casar el 1093 amb el duc de Bretanya, Alan IV Fergent, probablement per segellar una aliança contra Normandia, llavors dirigida per Robert Courteheuse. El 1096, quan el seu espòs va marxar a Palestina per participar en la primera croada, va assolir amb autoritat la guarda del ducat fins al 1101. so there is no good reason to doubt it.
No contenta a Rennes i a l'oest del ducat, preferia Nantes o la regió de Saumur i, seduïda per l'esplendor de Robert d'Arbrissel, va afavorir l'expansió de l'abadia de Fontevrault a la qual es retira dues vegades com a simple monja.
Alan IV no era popular i va haver d'abdicar en favor del seu jove fill Conan III el 1112; després d'això Alan i Ermengarda es van separar; Alan es va retirar a l'abadia de Redon on va morir el 13 d'octubre de 1119. El 1116 Ermengada estava vivint a l'abadia de Fontevrault on es va fer amiga de Filipa de Tolosa suposada segona esposa del seu primer marit. Filipa va morir el 1118 i Ermengarda va decidir venjar-la; va anar des de Fontevrault a la cort del seu primer marit Guillem el Trobador on va demanar ser reconeguda com a legítima duquessa, però Guillem la va ignorar; per això després de la mort del seu marit Alan, va aparèixer al concili de Reims que celebrava el papa Calixte II a l'octubre de 1119, demanant l'excomunió de Guillem, l'expulsió de les seves amants de palau, i la restitució d'Ermengarda com a legítima duquessa; el papa tampo li va voler concedir, però Ermengarda encara va incomodar com va poder a Guillem en els anys següents.
El 1119 va tornar a Bretanya per sostenir el nou duc, el seu jove fill Conan III. Admiradora de sant Bernat de Claravall, va afavorir la creació d'abadies cistercenques. El 1121, amb prop de 50 anys, va acompanyar el seu fill a la segona croada. Va tornar a Palestina deu anys més tard i certs historiadors pensen que va poder acabar la seva vida a Jerusalem com a monja del convent de Sainte Anne. Les necrologies de l'abadia Sant-Salvador de Redon i de Saint-Maurice d'Angers mencionen no obstant la defunció el 1146 a Redon, on era enterrat el seu marit però podria haver mort com a monja a Jerusalem i haver estat traslladada a Redon.